# یک آدم چقدر زمین می‌خواهد؟
«یک آدم چقدر زمین می‌خواهد؟» (روسی: Много ли человеку земли нужно؟، Mnogo li cheloveku zemli nuzhno؟ انگلیسی: How Much Land Does a Man Require؟) یک داستان کوتاه از لئو تولستوی است که در سال ۱۸۸۶ منتشر شده و دربارهٔ مردی است که با حرصش به‌ زمین، همه چیز را از دست می‌دهد.

## خلاصه‌ی داستان
این داستان قصه‌ی «پاهوم» یکی از هزاران دهقان فقیر روسی است که از صبح تا شب در مزرعه کار می‌کنند، ولی هیچ‌گاه پول زیادی به دست نمی‌آورند. پاهوم، بر روی زمین خودش کار می‌کرد و پس از مدتی زمین پیرزنی را نیز خرید تا کارش را توسعه دهد.

## ترجمه‌های فارسی
در ایران این کتاب توسط وحید نیکخواه‌ آزاد ترجمه شده و با تصویرسازی کیومرث امیرخسروی در سال ۱۳۷۴ به چاپ رسیده‌ است.
به علاوه این داستان در کتاب از جناب غول چه خبر؟ با ترجمهٔ لیدا طرزی توسط انتشارات کتاب نیستان منتشر شده است. و همچنین جزوی از داستان‌های کتاب عید پاک به انتشار سوره‌ی مهر است.

## نفوذ فرهنگی
در اواخر زندگی، جیمز جویس به دختر خود نوشت که این «بزرگترین داستانی است که ادبیات جهان آفریده».

لودویگ ویتگنشتاین یکی دیگر از تحسین‌کنندگان صاحب‌نام بود.

## اقتباس
- عناصری از این داستان‌کوتاه در فیلم آلمانی اسکارابی: یک آدم چقدر زمین می‌خواهد؟ به کارگردانی هانس-یورگن سیبربرگ در سال ۱۹۶۹ استفاده شده‌ است.[۳]

- همچنین فیلم تا غروب به کارگردانی و نویسندگی جعفر والی ساختهٔ سال ۱۳۶۷ با الهام از این اثر ساخته شده‌ است.